# Маркечица
Маркечица (словен. Markečica) је насељено место у општини Оплотница, Подравска регија, Словенија.

## Историја
До територијалне реорганизације у Словенији била је у саставу старе општине Словенска Бистрица.

## Становништво
У попису становништва из 2011. године, Маркечица је имала 117 становника.
| Број становника према пописима | Број становника према пописима | Број становника према пописима |
| ------------------------------ | ------------------------------ | ------------------------------ |
| 1991                           | 2002                           | 2011                           |
| 101                            | 118                            | 117                            |

Напомена: Године 2017. извршена је мања размена територија између насеља Лачна Гора, Маркечица и Оплотница.